# عصام سكين
عصام سكين، لاعب كرة قدم كويتي سابق.
و قد كان يلعب مع نادي كاظمة، وقد سجل هدف في نهائي كأس الأمير 1994/1995.
و قد كان يلعب مع منتخب الكويت لكرة القدم.

## كأس الخليج 1998
و قد سجل هدف في مرمى منتخب البحرين لكرة القدم، وقد سجل هدف في مرمى منتخب عمان لكرة القدم.

## روابط خارجية
- عصام سكين على موقع ناشيونال فوتبول تيمز (الإنجليزية)
- عصام سكين على موقع عالم كرة القدم.نت (الإنجليزية)
- عصام سكين على موقع كووورة
- عصام سكين على موقع أوليمبيديا (الإنجليزية)